# Bristol Blenheim
Bristol Blenheim je britanski laki bombarder dizajniran i proizveden u aviotvrtki Bristol Aeroplane. Avion je intenzivno korišten u ranim danima Drugog svjetskog rata. Kasnije je preuređen u uspješnog noćnog lovca velikog doleta. Bio jedan od prvih britanskih aviona s metalnom oplatom, uvlačivim podvozjem, zakrilcima, oklopljenim pokretnim mitraljezom i propelerom promjenjivog koraka. Kanadska inačica Bolingbroke je korištena kao anti-podmornički i školski avion.

## Dizajn i razvoj
1934. godine vlasnik Daily Mail novina Lord Rothermere, postavlja izazov britanskim zrakoplovnim tvrtkama za izgradnju brzog aviona koji bi uz dva člana posade mogao prevoziti još šest osoba. U to vrijeme njemačke avio-tvrtke su proizvodile različite zrakoplove koji su probijali tadašnje letačke rekorde. Rothermereov cilj bio je preoteti titulu za najbrži civilni zrakoplov u Europi. U srpnju 1933. Bristol je počeo raditi na prikladnom dizajnu pod oznakom Tip 135, dok je dizajn predviđen za proizvodnju imao oznaku Tip 142.
Prvi let pod nazivom Britain First desio se 12. travnja 1935. godine pored Filtona a avion se pokazao kao najbrži lovac u službi Kraljevskih zračnih snaga tog vremena. Britansko ministarstvo zrakoplovstva je očito bilo zainteresirano za ovaj avion te je ubrzo poslalo specifikaciju (Specifikacija B.28/35) za prototip inačice bombardera, Tip 142M (M kao vojna oznaka). Glavna promjena bila je pomicanje krila iz niskog u srednji položaj, što je ostavilo prostora za smještaj bombi u odjeljak ispod glavne ramenjače. Cijeli avion bio je izrađen od metala a pokretala su ga dva zračno hlađena Bristol Mercury VIII radijalna motora, svaki od 860 KS (640 kW). Posadu su sačinjavali - pilot, navigator/ bombarder i telegrafist/mitraljezac. Avion je bio naoružan jednim 7,7 mm Browning mitraljezom ugrađenim izvan gondole motora za otvaranje vatre prema naprijed i 7,7 mm lakim mitraljezom Lewis Gun smještenim u kupoli na stražnjem dijelu trupa. Od 1939. nadalje, Lewis Gun je zamijenjen modernijim 7,7 mm Vickers VGO mitraljezom. U unutrašnji odjeljak stalo je 450 kg bombi.
Za postizanje relativno velike brzine, Blenheim je imao vrlo mali presjek trupa. U skučenoj pilotskoj kabini s lijeve strane nosa aviona pilotu je upravljačka palica zaklanjala pogled na letačke instrumente dok su mu instrumenti motora smanjivali pogled prema naprijed tijekom slijetanja. Većina ostalih instrumenata smještena je na lijevoj strani kabine dok su komande kao npr. kontrola kuta propelera, smještene iza pilota. Kao i većina tadašnjih britanskih aviona, vrata na odjeljku za bombe zatvarana su pomoću elastičnih užadi a otvarala su se pod težinom odbravljenih bombi. Kako je bilo nemoguće predvidjeti koliko će vremena trebati da se vrata pod težinom bombi otvore, točnost bombardiranja je bila vrlo slaba. 

## Inačice
Avion je naručen direktno s tabla za crtanje dok je jedini prototip bio prvi proizvedeni model. Ime se zatim mijenja u Blenheim Mk I (prema povijesnom njemačkom selu gdje je Britanija ostvarila veliku pobjedu. Slijedile su isporuke u ožujku 1937. a 114 Squadron bila je prva eskadrila opremljena Blenheim avionima. Avion je svoju uspješnost dokazao i licenciranjem u brojnim zemljama uključujući Finsku i Jugoslaviju dok su ga ostale zemlje kao što su Rumunjska, Grčka i Turska kupovale izravno. U Engleskoj je proizvedeno ukupno 1.351 Blenheim Mk I aviona. 
Blenheim Mk II bio je izviđački avion velikog doleta što je postignuto povećanjem zapremine spremnika za gorivo od 1.264 l na 2.127 l. Izrađen je samo jedan avion. 
Sljedeća inačica, Blenheim Mk III, imala je produženi nosni dio što je bombarderu dalo više unutrašnjeg prostora. Inačica Blenheim Mk IV bila je kombinacija obje prethodne izmjene.  Ugrađivani su novi Mercury motori s 905 KS (675 kW) te prozirna kupola na nosnom dijelu. Izrađeno je ukupno 3.307 aviona. 
Blenheim Mk IF je lovačka inačica velikog doleta. Za ovu ulogu oko 200 Blenheimsa opremljeni su s nosačem ispod trupa za četiri 7,7 mm Brownings mitraljeza. Kasnije su nekoliko aviona opremljeni radarom te su korišteni kao noćni lovci. Bili su to prvi britanski lovci s ugrađenim radarom. 
Blenheim Mk V (prvobitno nazvan Bisley) posljednja je inačica bombardera predviđena za napade na oklopne ciljeve na zemlji. Uz četiri dodatna mitraljeza avion je imao ojačanu strukturu, metalni nosni dio i oklopljenu pilotsku kabinu. Prednje izmjenjivo kućište moglo je služiti za smještaj mitraljeza ili bombi. Ugrađivan je jači Mercury motor od 950 KS (710 kW). 

## Korisnici
- Australija
- Kanada
- NDH
- Finska
- Francuska
- Grčka
- Novi Zeland
- Portugal
- Rumunjska
- JAR
- Turska
- Ujedinjeno Kraljevstvo
- Kraljevina Jugoslavija

## Tehničke karakteristike (Blenheim Mk IV)
Osnovne karakteristike
- posada: 3
- dužina: 12,98 m
- raspon krila: 17,17 m
- površina krila: 43,6 m2
- visina: 3 m

Letne karakteristike
- najveća brzina: 428 km/h
- dolet: 2.351 km
- brzina penjanja: 7,6 m/s
- najveća visina leta: 8.310 m
- specifično opterećenje krila: 150 kg/m2
  - propeler: trokraki Hamilton Standard